# El retorn del ramat
El retorn del ramat és una pintura a l'oli sobre taula de Pieter Brueghel el Vell realitzada l'any 1565. La pintura és una en una sèrie de sis obres, cinc de les quals encara es conserven intactes, que representen diferents èpoques de l'any. El quadre està actualment en la col·lecció del Museu d'Història de l'Art de Viena (Àustria.
Noti's el moviment en el sentit de les agulles del rellotge que presenta la pintura i els seus contrastos temàtics. Hi ha moviment no només amb el riu que flueix corrent a baix, sinó també pel ramat que es mou caminant lenta i pesadament pujol a dalt. Un punt de contrast és la facilitat amb la qual l'aigua flueix corrent a baix, contra l'esforç visible dels humans a l'hora de guiar el seu ramat a la llar, lluny d'una tempesta. La pintura recorda que els assoliments humans en treballar amb la naturalesa per sobreviure és un desafiament constant. Les muntanyes proporcionen un altre contrast amb els seus becs marcats que donen una sensació d'aïllament etern, fent un teló de fons desolat a les labors familiars i diàries dels grangers.
D'aquesta mateixa sèrie sobre els mesos existeixen altres quatre pintures, totes elles de l'any 1565:
- Dia malenconiós o Dia ennuvolat (febrer-març), actualment en el Museu d'Història de l'Art de Viena
- La collita del fenc (juny-juliol), Palacio de Lobkowicz, al Castell de Praga
- Els segadors (agost-setembre), Metropolitan Museum of Art, Nova York
- Els caçadors en la neu (desembre-gener), Museu d'Història de l'Art de Viena